# قديسيات
القِدِّيسيات أو الرُّطرَيطيات (الاسم العلمي: Zygophyllales) هي رتبة نباتية تتبع الطائفة الوردانية من ثنائيات الفلقة.

## فصائل
تضم هذه الرتبة فصيلتين هما:
- القديسية (الاسم العلمي: Zygophyllaceae)
- الكراميرية (الاسم العلمي: Krameriaceae)